# Vészabó Noémi
Vészabó Noémi (Pásztó, 1968. szeptember 21. –) Munkácsy Mihály-díjas magyar giccsfestő író, műsorvezető.

## Életpályája
Pásztón született, közel harminc évig élt itt, ma Budapesten él. Giccsfestői pályája mellett 2012-ben újságírói diplomát szerzett, ez évben kapta meg a Zsigmond Márta-médiadíjat is. Tagja a Magyar Mecenatúra Programnak, a Magyar Alkotóművészek Szövetségének és a Magyar Írók Egyesületének. A budapesti RaM Colosseumban kilencszer kétméteres festménye látható, a sényei kápolna falait is az ő festményei díszítik. A hollóházi porcelángyárnak saját kollekciókat tervezett.
Két fia van. Első férje Vadász György Kossuth- és Ybl Miklós-díjas magyar építész volt. Második férje Dézsy Zoltán filmrendező volt. Tagja az Emberi Méltóság Tanácsának.

## Kiállításai
- 1997	Pásztó, Városi Könyvtár
- 1997	Salgótarján, Megyei Könyvtár
- 1998	VII. Szécsényi Őszi Tárlat
- 2000	Országos Képző és Iparművészeti Tárlat
- 2000	IX. Szécsényi Őszi Tárlat
- 2001	Szentendre, Pest Megyei Könyvtár
- 2001	Keszthely, Balatoni Múzeum
- 2001	Budapest, Építészgrafikai Galéria
- 2001	Váci Világi Vigalom
- 2001	Szentendre, Avakum Kávéház
- 2002	Békéscsaba, Szlovák Kultúra Háza
- 2002	Aulich Art, Budapest, Hamilton Tőzsdeügynökség Galériája
- 2002	Szentendre, Városháza
- 2003	Magyar Kultúra Alapítvány Székháza, Budapest
- 2004	Újságírók Országos Székháza
- 2005	OTP Bank Rt. Budapest, Semmelweis utca
- 2006	Thurzó Építészgrafikai Stúdió, Budapest
- 2006	Szentendre, Angyalház
- 2007	Thurzó Galéria, Budapest, Vadász Györggyel
- 2007	Debreceni Orvostudományi Egyetem Elméleti Galériája
- 2008.	május 4. Gyöngyös, Fő Tér Galéria
- 2008.	október. Budapest, Platán Galéria
- 2008.	november 24. Szentendre Városháza
- 2009.	február 28. Vác, Credo Ház[3]
- 2010	Tabáni Teaház, Budapest
- 2011	január – Nemzeti Táncszínház évadnyitó kiállítás
- 2010	szeptember: Aba-Novák Galéria
- 2011.	május 14. Budapest, RAM Colosseum
- 2011	február. Párkány, Ady és Léda napok
- 2012.	május 12. Batthyány kastély, Bicske.
- 2012 Csongrád város meghívása.
- 2013.	november 15. Budapest, Krisztina krt. 27. Súlypont Rendezvényterem. Rosta Csaba építész és Vészabó Noémi festőművész közös	kiállítása
- 2014	Erkel Színház
- 2014	Jancsó Art Gallery, kortárs képzőművészeti tárlat
- 2014.	November 30. Budapest, kortárs kiállítás, Kazikum Open Art Gallery
- 2015.	március 13. Budapest, Szimpla Kert, Kortárs Képzőművészeti Tárlat
- 2015	Budapest, Helia Hotel
- 2016	Szimpla Kert, Kortárs Képzőművészeti Tárlat
- 2016	Sopron, kortárs tárlat
- 2016	Sashalom
- 2016	TAMA Budapest, Bajcsy–Zsilinszky út 22.
- 2016	szeptember Vác, Credo Ház, „Az idők jelei” címmel kortárs alkotók meghívásos képzőművészeti tárlata
- 2016.	november 3. Budapest, Országos Idegennyelvű Könyvtár
- 2017.	szeptember 21. Vác, Ars Sacra Fesztivál, Credo Ház
- 2017.	december 3. Chez Nicolas,[4]
- 2017.	december 10. BÁV kortárs kiállítás és aukció[1]
- 2018. december 10. BÁV kortárs kiállítás és aukció
- 2018  december Belvárosi Polgári Szalon
- 2019. március 7. Stefánia Galéria, Honvéd Kulturális Központ
- 2019. július-augusztus Balatonfüred, Vaszary-villa, Pintér Galéria Aukciója
- 2019. október 3. Budapest, Fári Art Galéria
- 2020. július-augusztus Balatonfüred, Vaszary-villa, Pintér Galéria Aukciója
- 2020. augusztus 15. Csopak, Szomszéd kertje, Nyári tárlat
- 2021. február.1. OTP BANK Babér utcai Ad Hoc Galériája
- 2021 október 2.-15. Firenze, Galleria 360, kamaratárlat
- 2021.október 23.-31. XIII.Firenzei Biennale
- 2022.február 4. Galleria 360 Firenze, csoportos tárlat
- 2022 október, Budapest, Scruton VP Galéria, egyéni kiállítás
- 2022. október 21-23. Párizs, Carrousel du Louvre(wd), Modern Művészetek Mesterei kiállítás
- 2022. november 18-20. Barcelona, 4.Biennale, MEAM(wd)

## Állandó kiállítások
- Budapest, RAM Colosseum
- Budapest, József Attila Művelődési Ház
- Zalaegerszeg, József Attila Könyvtár
- Gödöllő-Máriabesnyő, Konferenciaközpont
- Shanghai, kiállítás Iványi-Grünwald Béla műtermében
- Dorottya Palace Budapest, Szent István életnagyságú portréja
- A Hollóházi Porcelángyárnak Szász Endre halála után porcelánkollekciókat tervez, amelyek ma már hungarikumok[1]
- Tihanyi Bencés Apátsági Múzeum, Hymnus II.
- Petőfi Irodalmi Múzeum, Petőfi 2020, nagyméretű portré

## Könyvei
- József Attila: Születésnapomra; 2005, Kossuth Kiadó
- Töredékek; Arcus Kiadó, 2005
- Latinovits verset mond; 2006, Kossuth Kiadó
- Ajándék neked; 2010, Kossuth Kiadó
- Tizenkét szonett; 2012, Galenus Kiadó
- Tükröm, tükröm… (regény); 2013, Galenus kiadó
- Szeretni egyszer bolondulásig (novelláskötet); 2018, Galenus Kiadó[5]
- Titok, nem titok? A könyv, amely önmagadhoz vezet; Galenus, Budapest, 2019
- I love.you. Önnek üzenete érkezett... Ezoterikus regény; Galenus, Budapest, 2021

## Díjai, elismerései
- Zsigmond Márta média-díj[6][7]
- International Prize Leonardo da Vinci, Nemzetközi Leonardo da Vinci-díj, Olaszország, Firenze, 2022
- Caravaggio-díj, Milano, 2022
- International Prize Pegasus for Arts, 2023, Velence
- International Prize Michelangelo, 2023, Róma
- Munkácsy Mihály-díj, 2025[8]

## Kritikák
2025-ben kapott Munkácsy-díjat, amivel kapcsolatban petíció indult Krnács Ágota képzőművész kezdeményezésére, mondván a „giccsfestő” Vészabó szakmailag méltatlan a kitüntetésre, ezért annak visszavonását kezdeményezik. Krnács Ágota azt is állította, hogy Vészabó soha nem mutatkozott be rendes kiállításon, sokszor emlegetett díjai pedig „mind befizetéses alapon működő, amatőr festőknek szóló elismerések”.
A petíciót néhány nap alatt 186-an írták alá. A díj odaítélése miatt a Munkácsy-díj Bizottság tagjai is lemondtak. Az ő feladatuk, hogy minden évben 14 művész nevét terjesszék fel a március 15-i kitüntetésre, de a kiválasztási folyamatban a végső döntést Hankó Balázs kulturális és innovációs miniszter hozta meg. A hattagú testület tagjai távozásukat azzal indokolták, hogy egy olyan – szerintük – amatőr, vásári szintű festő is a díjazottak közé került, mint Vészabó Noémi, aki még az első körös, 150 fős jelölti listán sem szerepelt.